# Bad Traunstein
Bad Traunstein é um município da Áustria localizado no distrito de Zwettl, no estado de Baixa Áustria.

## Geografia
Bad Traunstein ocupa uma área de 47,36 km². 58,77 por centos da superfície são arborizados.

### Subdivisões
Biberschlag, Dietmanns, Gürtelberg, Haselberg, Hummelberg, Kaltenbach, Pfaffings, Prettles, Schönau, Spielberg, Stein, Traunstein, Walterschlag, Weidenegg

## População
Tinha 1054 habitantes em 31 de Dezembro de 2005. (1971: 1274 habitantes)

## Política
A burgomestre é Angela Fichtinger do Partido Popular Austríaco.

### Conselho Municipial

#### As Eleições Municipiais em 2000
- ÖVP 16
- SPÖ 2
- FPÖ 1

#### As Eleições Municipiais em 2005
- ÖVP 16
- SPÖ 3